# Подосиновик красный
Подоси́новик кра́сный (лат. Léccinum aurantíacum) — гриб рода обабок (Leccinum) семейства болетовые (Boletaceae). 
Научные синонимы:
- Boletus aurantiacus Bull., 1785 basionym и др.

Русские синонимы:
- кра́сный гриб, красноголо́вик, оси́новик, красю́к, кра́сник, кра́сик (относятся также к другим видам из этого рода, см. Подосиновик)

## Описание

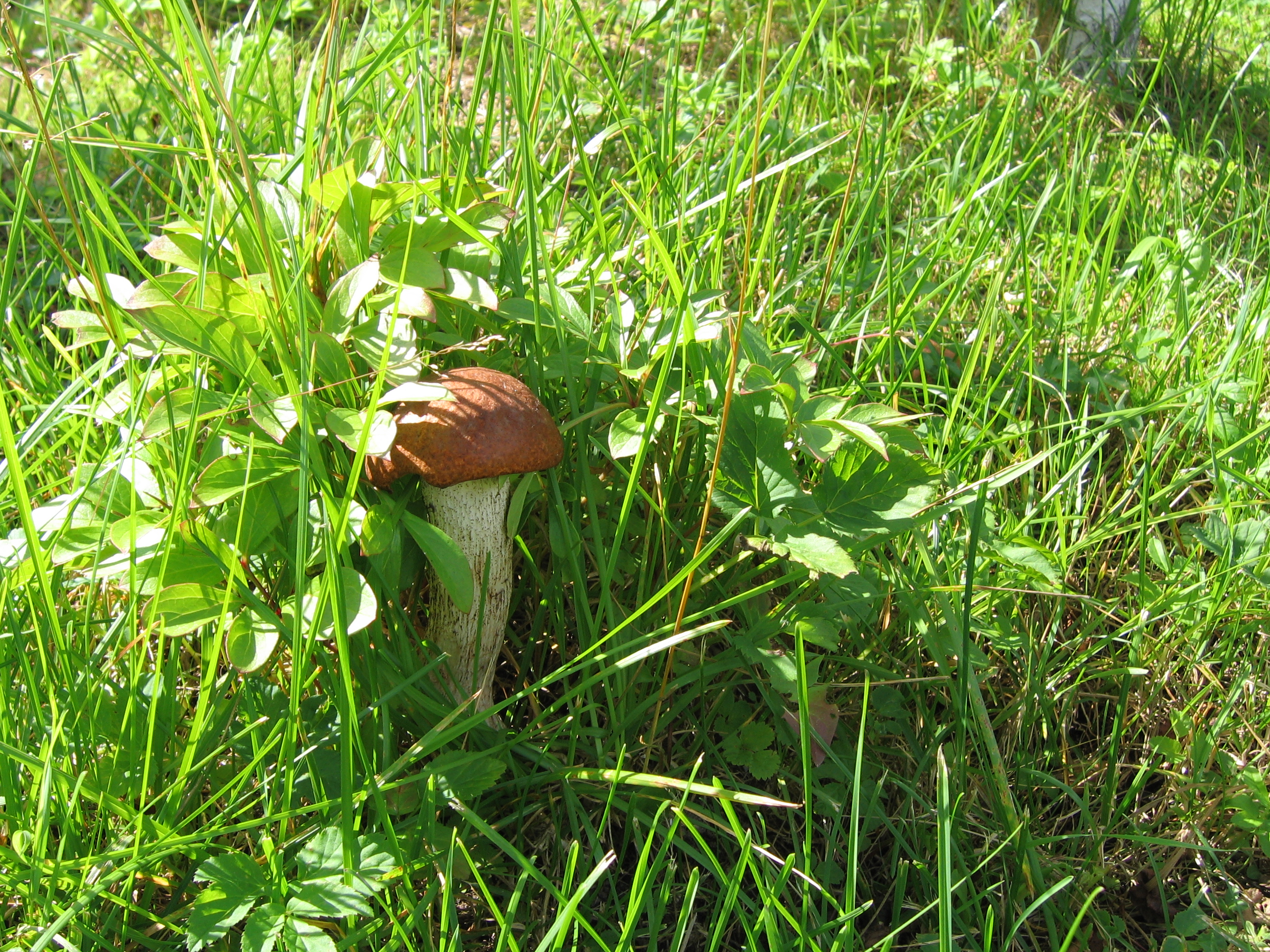
Подосиновик красный в лесу

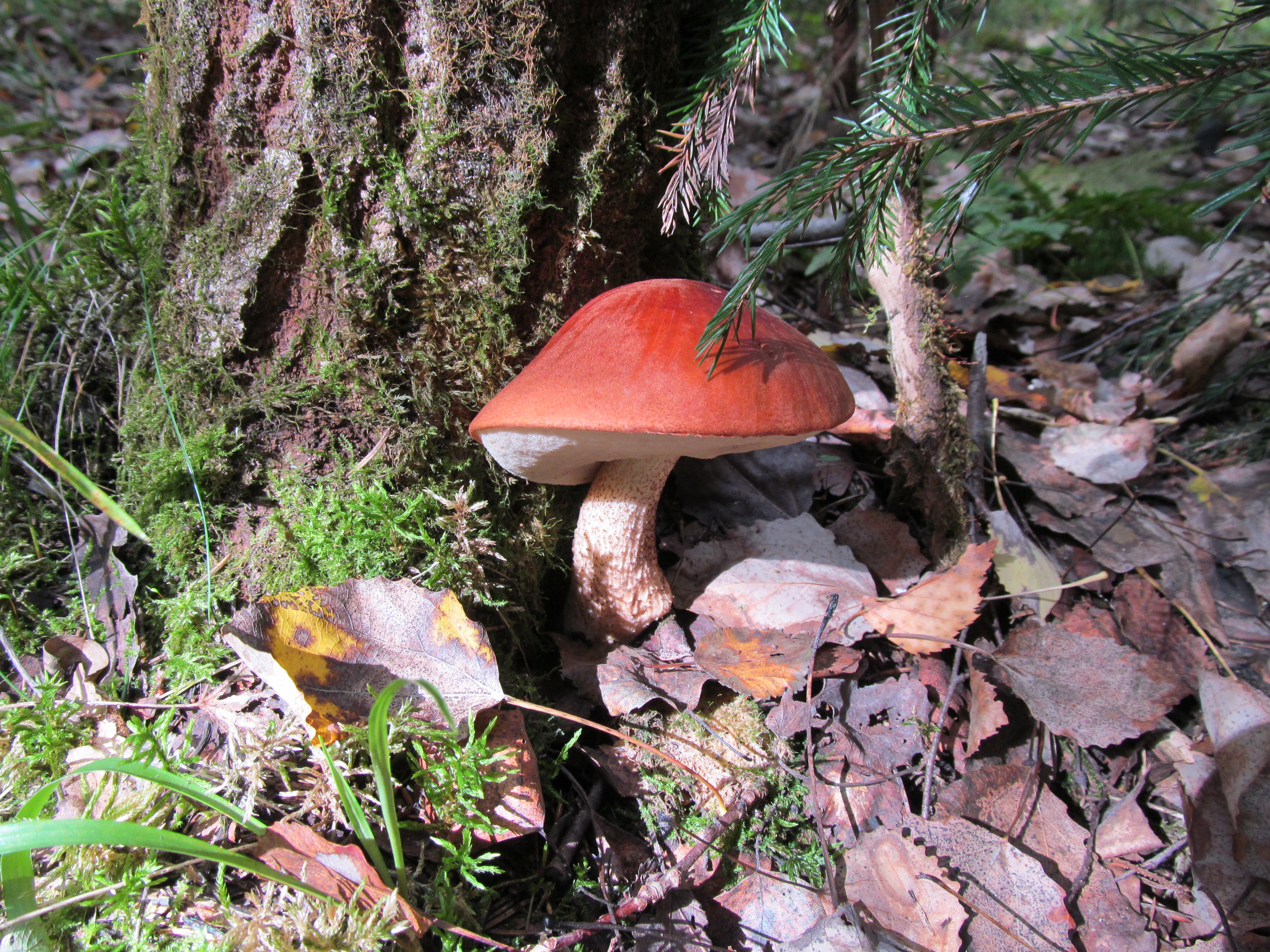
Подосиновик красный в лесу вблизи садового товарищества «Конаковское», Тверская область.

Шляпка диаметром 4—15 (редко до 30) см, вначале полушаровидная с плотно прижатым к ножке краем, затем подушковидно-выпуклой формы, легко отделяется от ножки. Кожица красная, оранжевая или буровато-красная, гладкая или со слабой бархатистостью, не снимается.
Мякоть мясистая, плотная, в шляпке упругая, с возрастом становится мягкой, в ножке продольно-волокнистая. Цвет на разрезе белый, в нижней части ножки синеватый, быстро синеет, затем чернеет. Вкус и запах не выражены.
Трубчатый слой свободный, белый, затем становится буровато-серым, может быть с оливковым или желтоватым оттенком. Трубочки длиной 1—3 см с мелкими угловато-округлыми порами, пористая поверхность от прикосновения темнеет.
Ножка высотой 5—15 см, толщиной 1,5—5 см, сплошная, часто расширяется в нижней части. Поверхность серовато-белая, покрыта продольно-волокнистыми чешуйками, сначала они белые, с возрастом становятся буроватыми.
Споровый порошок оливково-коричневый, споры (13—17) × (4—5) мкм, гладкие, веретеновидные.

### Изменчивость
Цвет шляпки зависит от условий произрастания: в тополёвых лесах она с серым оттенком, в чистых осинниках — тёмно-красная, в смешанных — оранжевая или жёлто-красная.

### Разновидности
Систематика подосиновика красного недостаточно хорошо изучена.
Существуют микоризные разновидности подосиновика, которые традиционно относят к виду L. aurantiacum, однако некоторые исследователи считают, что их следует относить к другим видам (см. Подосиновик). Leccinum aurantiacum sensu stricto характеризуется следующими признаками: кирпично-красная шляпка; мякоть становится на срезе сначала красноватой, а затем сине-чёрной; в клетках кутикулярных гиф под действием реагента Мельцера проявляются пигментные глобулы.

## Экологияи распространение

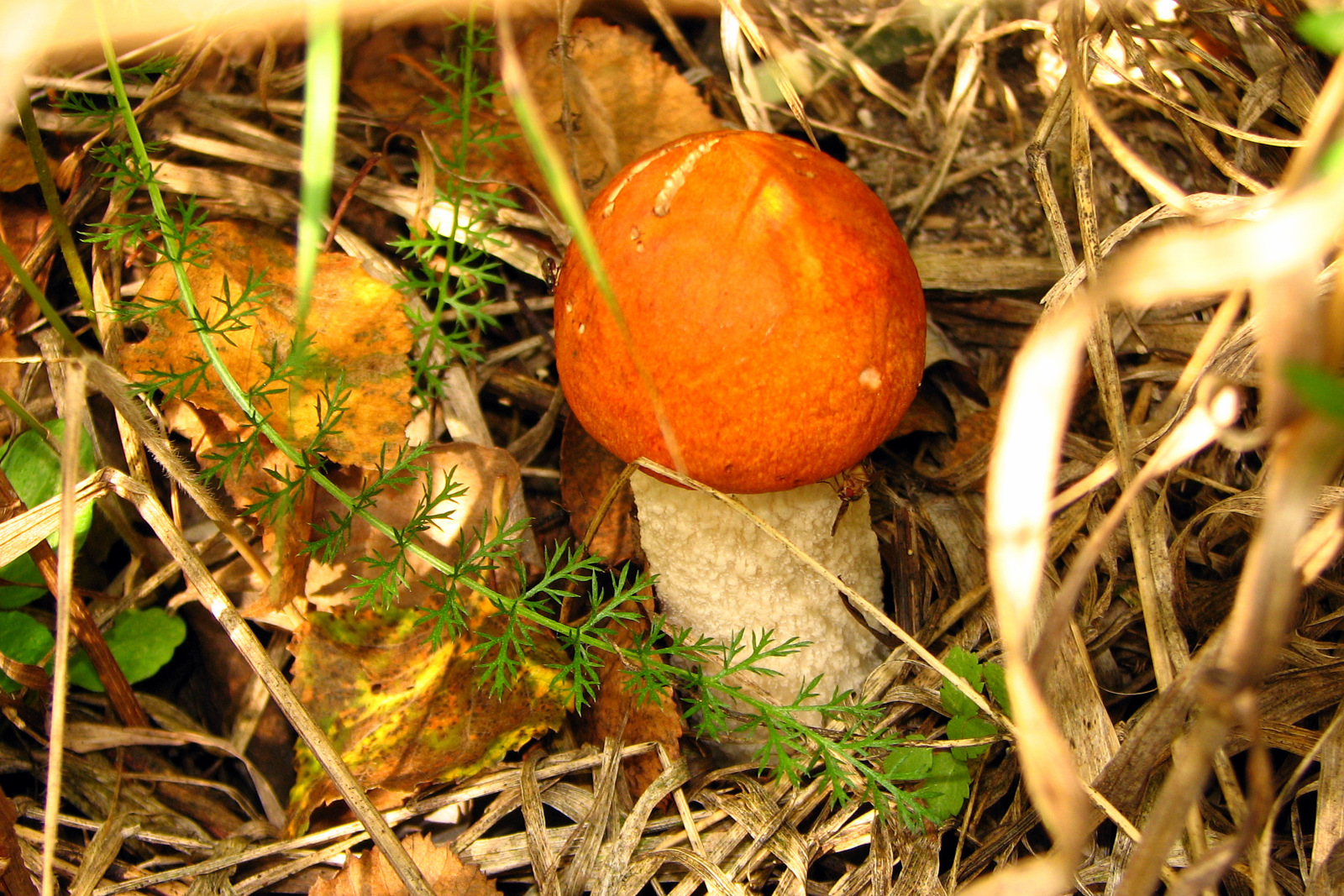
Подосиновик красный в лесу у села Бутакова, Омская область.

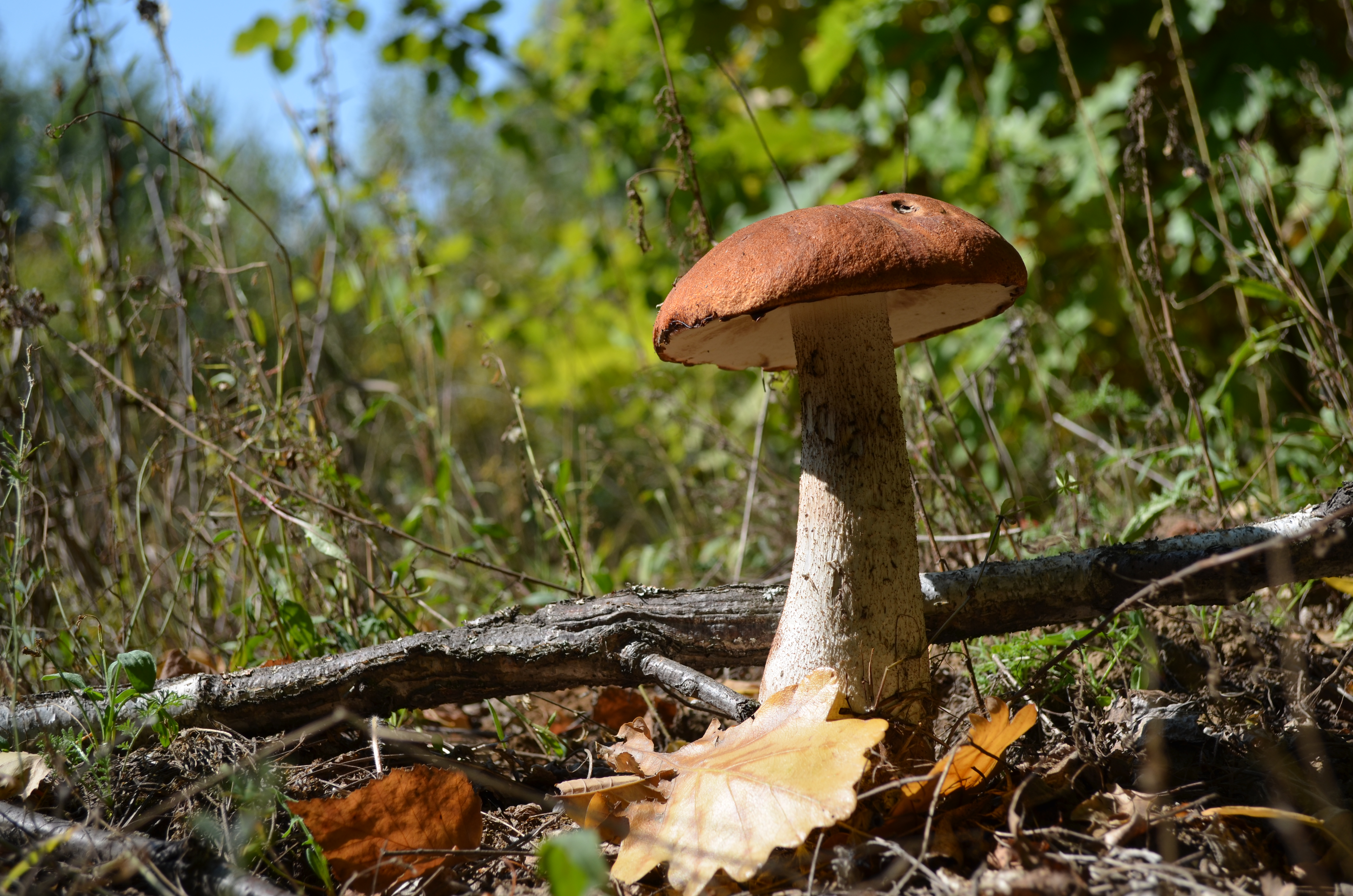
Подосиновик красный в городской роще Рязани.

Установлено, что в отличие от большинства представителей рода, подосиновик красный не имеет узкого предпочтения в выборе микоризного партнёра, а вступает в симбиоз со многими лиственными деревьями, но не с хвойными. Считается, что наиболее часто этот гриб обитает совместно с осиной и тополем, реже с ивой, может образовывать микоризу и с дубом, буком, грабом, берёзой.
Растёт в лиственных и смешанных лесах под молодыми деревьями, в лиственном мелколесье, в осиновых порослях бывает обилен. В засушливое лето появляется в сырых высокоствольных осинниках. Чаще всего плодоносит редкими группами или одиночно на полянах и вдоль лесных дорог, в траве.
Распространён и местами обильно встречается по всей лесной зоне Евразии, встречается в тундре среди карликовых берёз. В России хорошо известен в Европейской части, на Северо-Западе России, на Кавказе, Урале, в Западной Сибири и на Дальнем Востоке. Североамериканские подосиновики, описанные как L. aurantiacum, вероятнее всего следует относить к другим видам.
Сезон: июнь—октябрь. Для подосиновика характерно появление тремя слоями. Первый слой («колосовики») — с конца июня до первых чисел июля, появляется необильно. Второй слой («жнивники») — в середине июля, плодоношение более обильное. Третий («листопадники») — с середины августа до середины сентября, плодоношение наиболее длительное и массовое. Между слоями и после, до середины октября, может наблюдаться редкое одиночное плодоношение, особенно во влажное лето, когда слои выражены слабо.

## Пищевые качества
Хорошо известный съедобный гриб, многие ставят его на второе место по качеству после белого гриба. Используется в варёном, жареном, сушёном и маринованном видах, а также для засола. При обработке обычно темнеет, но в маринаде сохраняет естественный вид. Чтобы предотвратить или уменьшить потемнение, грибы перед готовкой вымачивают в 0,5 % растворе лимонной кислоты.
Западноевропейские авторы рекомендуют удалять ножки, поскольку они имеют жестковатую консистенцию.